# Tangara meyerdeschauenseei
Tangara meyerdeschauenseei là một loài chim trong họ Thraupidae.